# Гральна комісія Південної Дакоти
Гральна комісія Південної Дакоти (South Dakota Commission on Gaming або SDCG) — це комісія, що відповідає за рагулювання сфери азартних ігор в штаті Південна Дакота, та забезпечує нагляд за казино штату.

## Історія
Гральні автомати та казино було легалізовано в Південній Дакоті 1989 року. Всі казино штату законодавчо обмежені містом Дедвуд, приблизно за 100 км від гори Рашмор. Усі дистрибьютори й виробники гральних автоматів повинні отримати ліцензію від Гральної комісії Південної Дакоти.
Усі дистриб'ютори або виробники ігрових автоматів повинні подати заявку на отримання ліцензії (5000$). Заявник повинен сплатити ліцензійний збір у розмірі 500 $ за ліцензію на обладнання та 1000 $ за ліцензію на гральні автомати. Поновлення коштує 250 $ щороку.
Інтереси комерційної індустрії казино в Південній Дакоті представляє Ігрова асоціація Deadwood (DGA), некомерційна асоціація, заснована в 1990 р.

## Правління
- Тім Холланд (голова)
- Денніс Макфарланд (заступник голови)
- Карл Фішер (комісар)
- Карен Вагнер (комісар)
- Майк Вордеман (комісар)[3]